# ベルト・レーリンク
ベルナルト・ヴィクトル・アロイーシウス・（ベルト）・レーリンク（Bernard Victor Aloysius (Bert) Röling、1906年12月26日 – 1985年3月16日）は、オランダの法学者、裁判官。日本では、極東国際軍事裁判（東京裁判）において判事を務めた。

## 経歴

### 前半生
1906年、スヘルトーヘンボスにある裕福なカトリック信者の家庭に生まれる。幼い頃から自我が強く、「既存の社会秩序に憤りを覚えて、反抗してやろうと思った」という考えの持ち主だったという。大学の法学部の教授だった叔父の勧めから法律を学ぶ事に決め、特に社会と犯罪、刑罰の関連に関心があった事から、刑法に興味を持った。
ナイメーヘン・カトリック大学に進学し、1931年に卒業したものの、少年期に教会を離れたレーリンクにとって、刑法を批判的に見る傾向が強かった同大学は居心地の良い場所ではなく、在学中には大学側から追放されかけた事もあった。その様な中でも、刑法学界の権威と呼ばれていたW・P・J・ポンペ同大学教授のサポートもあって、レーリンクは一時マールブルク大学で学びながら、ヨーロッパにおける刑務所制度の研究に取り組んだ。そして、同制度の研究結果はフローニンゲン大学から賞を与えられ、オランダ刑法学界から注目を集めるようになった。1933年にはポンペ教授の下で、「いわゆる職業犯、常習犯に対する立法」と題した博士論文を提出し、学位を取得した。
1933年には、ユトレヒト大学法学部のチューター兼刑罰学の講師となり、翌年にはポンペ教授とともに、刑法学研究所を設立した。1936年には、ユトレヒト裁判所の裁判官代理に就任し、司法の仕事に携わる事となった。この事に対して、レーリンクに去られては困ると慌てた大学側は、レーリンクに国際法の後任教授のポストを準備した。これに伴い、レーリンクは国際法の勉強を開始したが、「つまらない、うんざりする」、「退屈で保守的」として、このポストを拒否した。
ナチス・ドイツの占領下では、ユトレヒト裁判所の裁判官であったが、ドイツ当局が推し進めた一方的な法改定に対して背く内容の判決を出した事から、当局側はオランダ法務省に対してレーリンクを逮捕するよう求めた。これに対して、法務省はレーリンクを地位の低いミッデルブルフの裁判所に異動させる事によって、当局の圧力をかわした。

### 東京裁判
第二次世界大戦終結後、ユトレヒト裁判所に復帰したレーリンクは、ユトレヒト大学においてオランダ領東インド刑法を担当する客員教授を兼任するようになった。時を同じくして、オランダ政府は東京裁判に派遣するオランダ代表の人選を進めており、戦時中に対独協力の前歴が無く、英語に堪能であるレーリンクは、ユトレヒト大学のJ・P・サイリング教授の推薦もあって、政府から東京裁判の判事に任命される事となった。後にレーリンクは、これらの2つの出来事が、かつて蔑んでいた国際法と、後述する平和問題に関する研究の道へ誘うきっかけになった、と述懐している。
レーリンクは、判事の中でも最も早く東京に到着した人物の一人であり、来日後すぐにアメリカ側が企画したツアー旅行に参加し、京都と広島を見学した。
東京裁判における判事の中でレーリンクは最も意欲的に活動した人物の一人とされており、審理に出席した回数も、カナダのエドワード・スチュワート・マクドゥガル判事と並んで最も多かった。ウィリアム・ウェッブ裁判長も「欠けてならない判事がいるとすれば、それはレーリンク唯一人だ。何しろ全ての書類に目を通したのは、彼だけなのだから」と述べている。その一方で、国際法に関しては元々専門外だった事もあり、政治的現実との妥協を強いられる事もしばしばあった。

### 帰国後
2年半東京に滞在した後に帰国して、大学教授に復職し、刑法及び国際法を教えた。更に、国際社会の法的関係に関する研究が戦後世界をよりよく理解する一助になると考えたレーリンクは、外交分野に活躍の場を移し、オランダ代表の一人として国連総会の多数のセッションに参加するようになった。しかし、1958年にニューヨークから帰国する途中、西ニューギニアの独立を認めるべきとした論文を発表した事が、植民地の全面的な維持を主張していたヨゼフ・ルンス外務大臣を激怒させ、国連のオランダ代表リストから名前を削除される事となった。
国連代表から追放された後には、平和研究の為の国際研究所を設立し、自ら所長に就任した。また、スウェーデン政府の招請に応じて、ストックホルム国際平和研究所の設立にも尽力した。

## 東京裁判における主張
レーリンクは当初、他の判事と変わらないいわゆる「戦勝国の判事」としての考え方を持っていたが、インドから来たラダ・ビノード・パール判事が少数意見を書くということに影響を受け、自身も少数意見を書くことにしたという報道がある（ただし、レーリンクの意見はパールの意見と全く異なる）。一方で、判決後の報道陣のインタビューに対し、少数意見の発表は裁判所の権威を損なうものとして最初から彼自身は反対だったとし、一部裁判官が発表したことを不満としていた報道もある。1948年7月6日、彼は友人の外交官に手紙を送っている。
とニュルンベルク裁判での判決を東京裁判に強引に当てはめようとする判事たちへの反発が書かれている。
レーリンクは、当時の国際法から見て「平和に対する罪」によって死刑を適用すべきではないと主張した。他にも、
1. 東京裁判の管轄権は太平洋戦争に限定すべきである。
2. 共同謀議の認定方法には異議がある。
3. 「通例の戦争犯罪」では、嶋田繁太郎、岡敬純、佐藤賢了も死刑が相当である[6]。
4. 広田弘毅は「通例の戦争犯罪」では無罪であり、「平和に対する罪」では有罪だが死刑にはすべきでない。

として、広田以外にも木戸幸一、重光葵、東郷茂徳、軍人被告では畑俊六を無罪としている。特に畑の無罪に関しては、政府の政策を実行しただけの軍人を罰することは出来ない事を理由として挙げている（ただし、後に日本に来た時のインタビューに対しては、日本軍が満州で行っていた人体実験などを知り、自身の畑の無罪論には疑問を抱くようになったと答えている）。他には、無罪判決を下した重光に関しては、彼の人柄を評価したうえで、判事団の最後の決定会議において「この人は数年後には、日本の外務大臣になるだろう」と述べている。
また、晩年に認めた著書においては、
と述懐している。
加えて、日本の行為を“侵略戦争”と断じた事に触れたうえで、パール判事と同様に
と、事後法で罪を裁く事は出来ない事を前提として、
とも述べ、裁判そのものを強く批判している。
また、同じく晩年に応えたインタビューの中では、日本とドイツが戦争を開始した理由の違いについて触れ、
と述べている。

## 人物評
- 生前のレーリンクは、休日になると故郷で友人と弦楽四重奏の演奏を楽しむ、謹厳な表現と思いの尽くされたマナーを忘れない、決して怒ったり人を口汚く罵る事が無い[10]、といった非常に謙遜かつ温和な人柄だったと伝えられている。
- また晩年のレーリンクと親交があり、回想記を訳した小菅信子は、その人柄を「フィリッポ・ネリ（16世紀イタリアの聖職者）を彷彿とさせた」と評している。

## 著作
- 『レーリンク判事の東京裁判　歴史的証言と展望』 アントニオ・カッセーゼ編
小菅信子訳、粟屋憲太郎解説、新曜社、1996年
  - 改訂版『東京裁判とその後　ある平和家の回想』 中公文庫、2009年
- 『東京裁判　全訳レーリンク意見書』 都築陽太郎訳、創英社、2024年

評伝
- 三井美奈『敗戦は罪なのか　オランダ判事レーリンクの東京裁判日記』
産経新聞出版、2021年／産経NF文庫、2024年